# Massif occidental

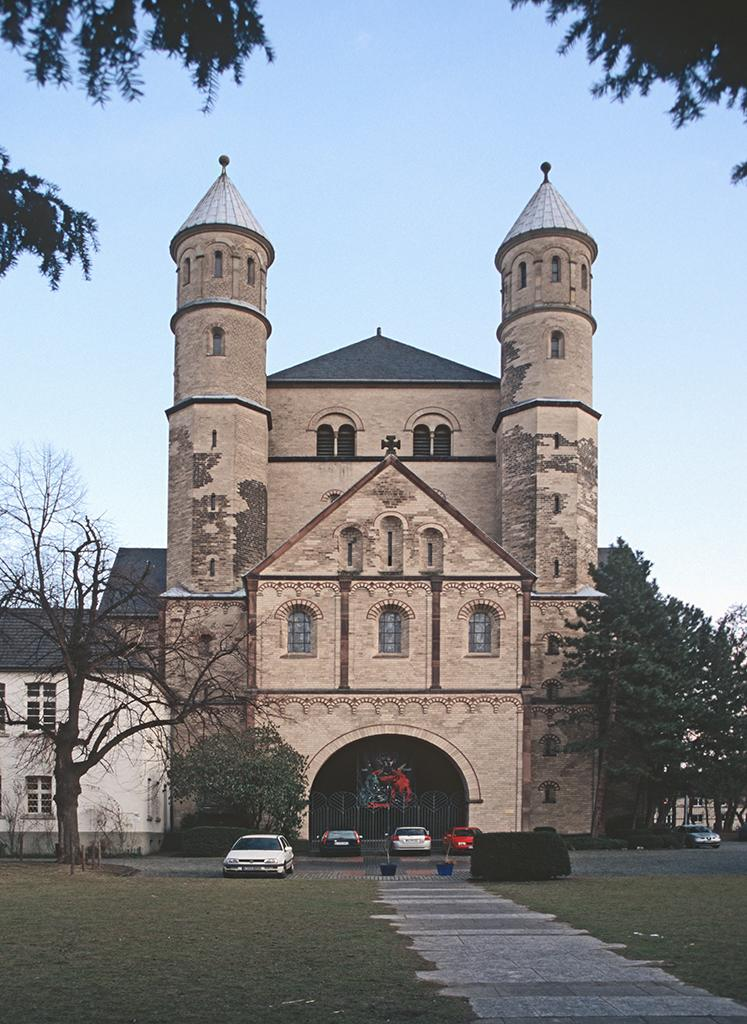
Église Saint-Pantaléon de Cologne, Allemagne.

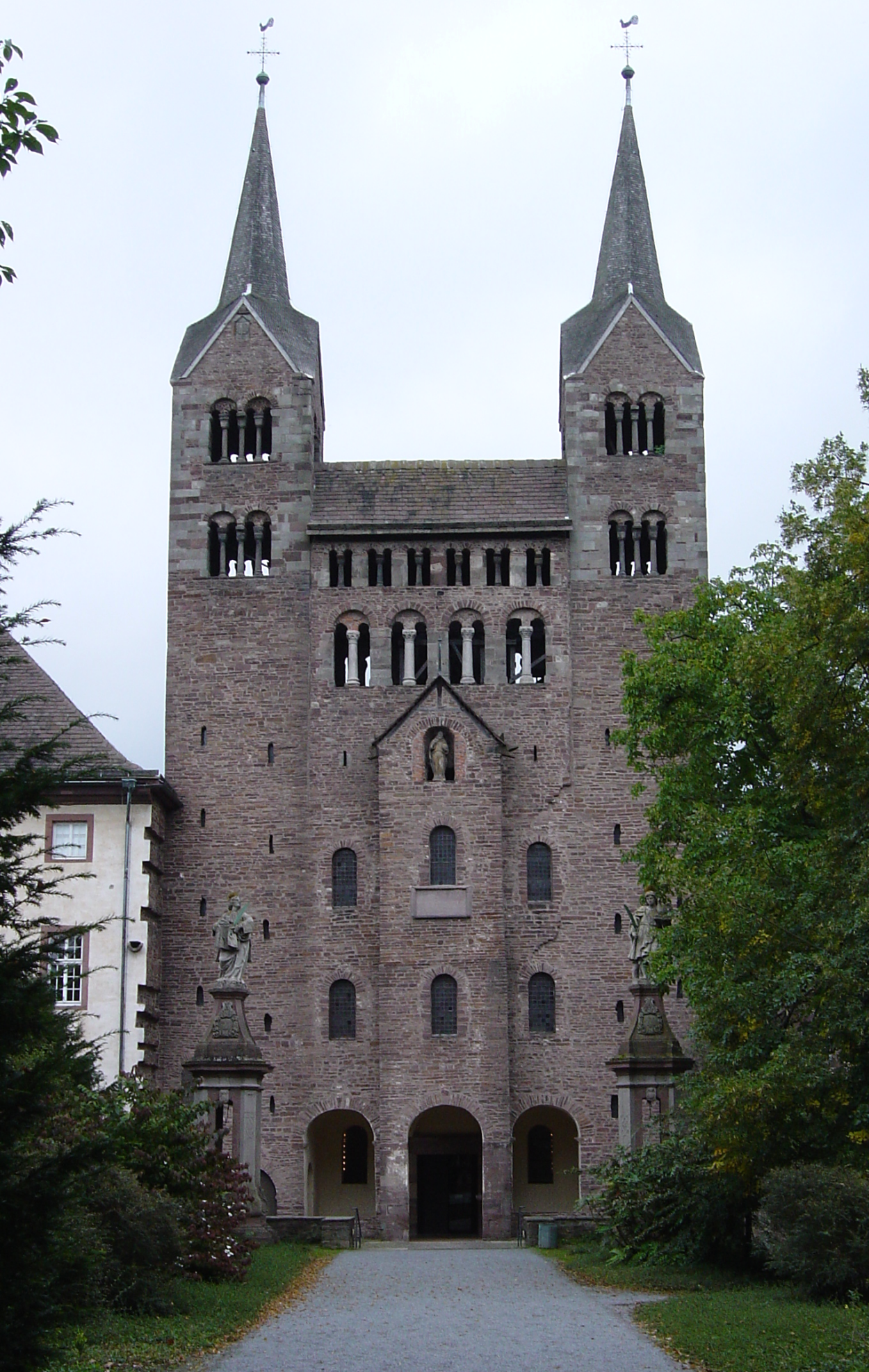
Corvey, Allemagne.

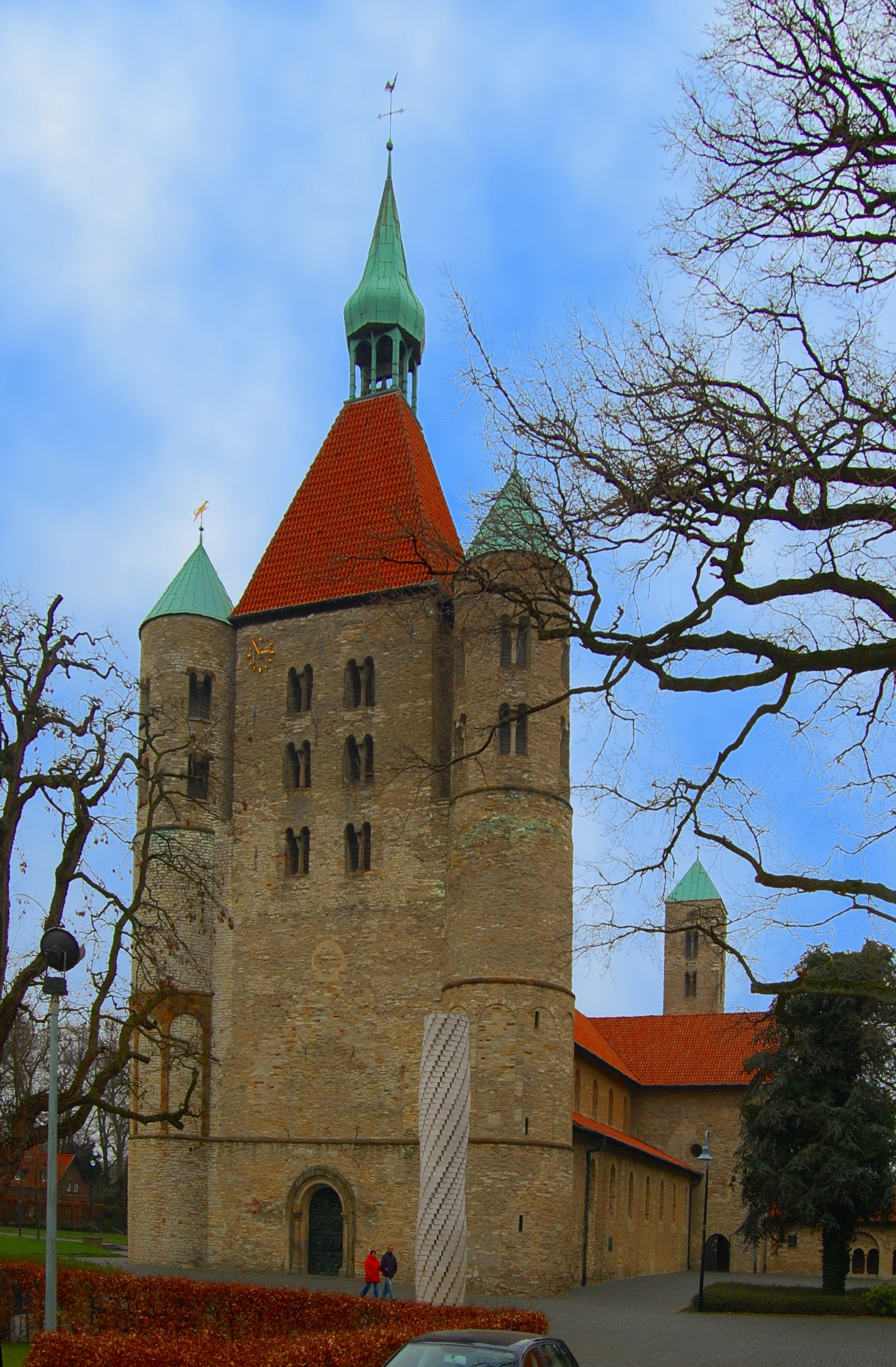
Collégiale St. Bonifatius de Freckenhorst à Warendorf, Allemagne.

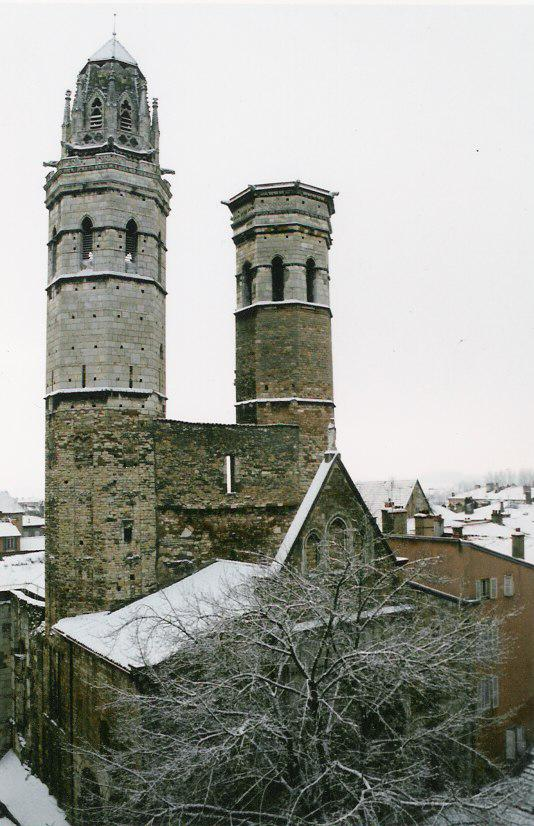
Cathédrale Vieux-Saint-Vincent de Mâcon, France.

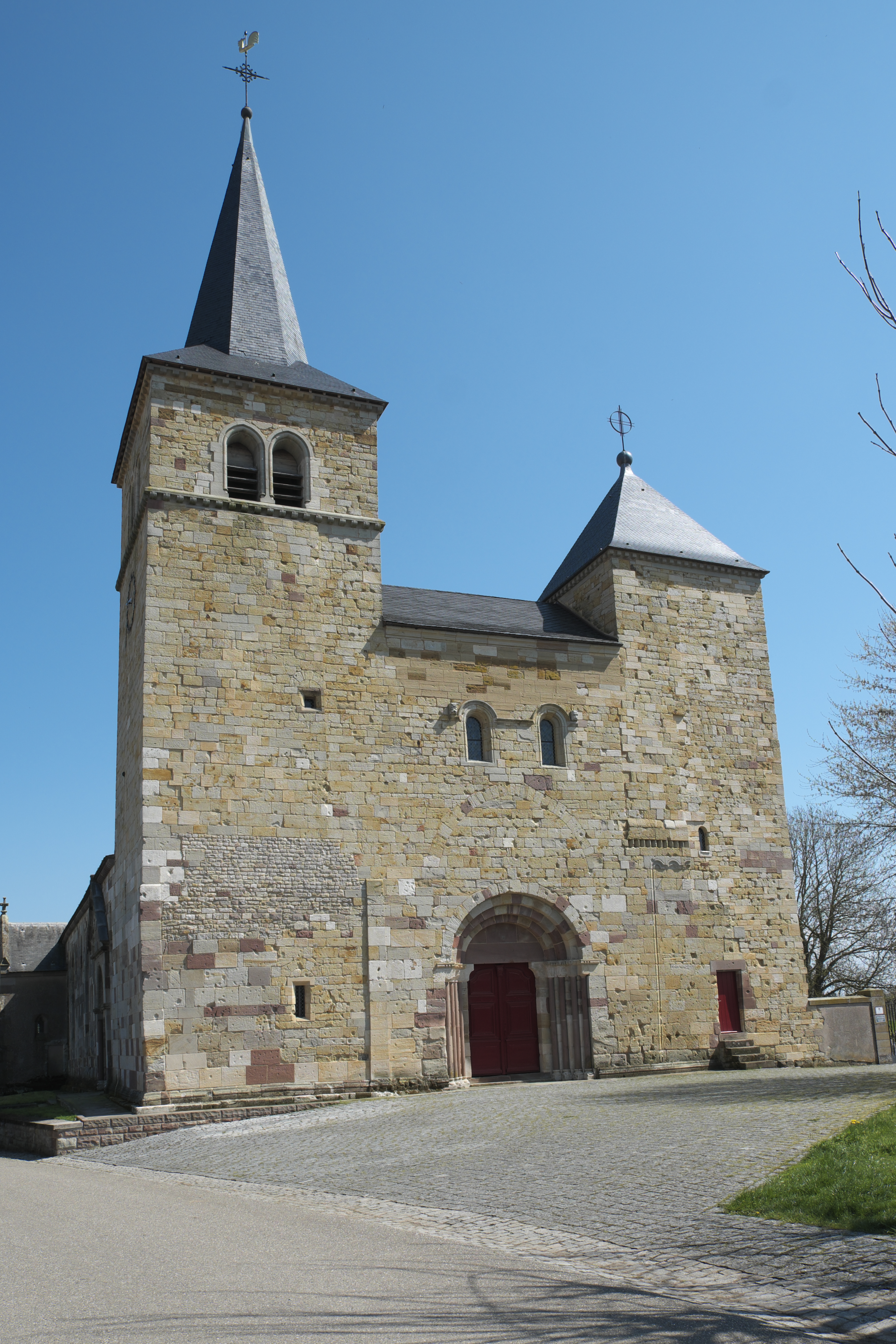
Collégiale Saint-Léger de Marsal, France.

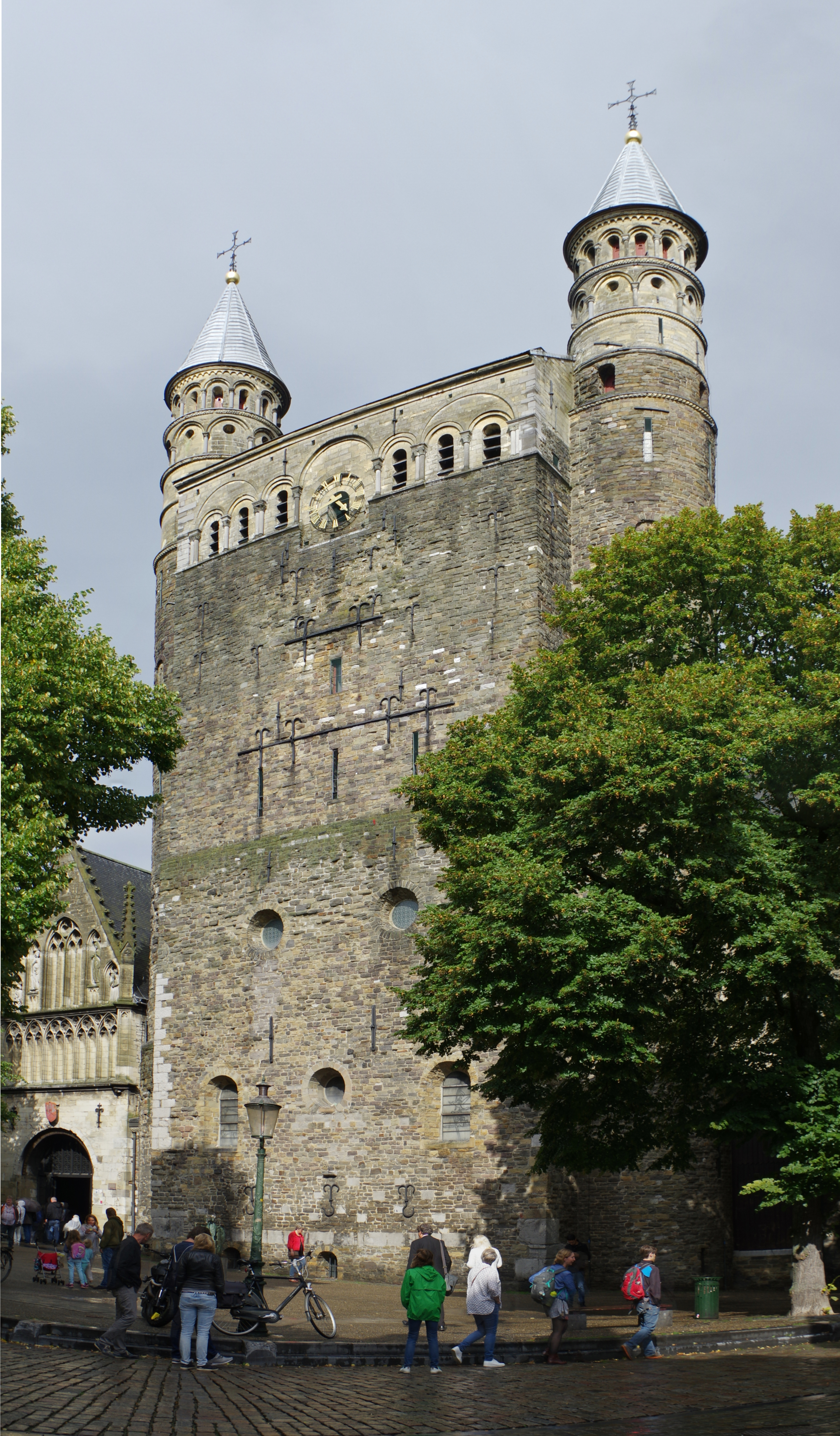
Basilique Notre-Dame (Maastricht, Pays-Bas).

Le massif occidental, ou « massif antérieur », ou « ouvrage ouest » (en allemand Westwerk ou encore Westbau, en néerlandais westwerk) est un type de façade particulier d'église romane.
On le trouve principalement au premier âge roman, à l'époque carolingienne. À l'époque ottonienne, le massif occidental s'est intégré dans d'autres formes de façade d'église, tout en conservant l'appellation de massif occidental.
Le massif occidental est situé à l'entrée de la nef de l'église romane et constitue une construction indépendante, habituellement avec une tour centrale et deux tours latérales. Au premier niveau (rez-de-chaussée) se trouve le porche d'entrée et, à l'étage supérieur, une tribune ouverte sur la nef. Des étages supérieurs peuvent exister comme à l'église Saint-Pantaléon de Cologne.
Sur le plan géographique, la plus grande concentration de massifs occidentaux se situe au centre de l'Empire carolingien, en Allemagne, en France, en Suisse et en Autriche.

## Historique
On trouve principalement le massif occidental dans les abbayes royales carolingiennes, lieu de résidence du roi ou de l'empereur. Jusqu'à la réforme clunisienne, celui-ci et sa suite utilisent le massif occidental à des fins civiles pour le gouvernement ou pour la justice. De la tribune ouverte, le prince peut assister aux offices en position élevée.
Le massif occidental représente le lieu symbolique du pouvoir temporel carolingien, dans la même enceinte que le pouvoir céleste.
Le massif occidental peut abriter un second chœur, l'église devenant un sanctuaire à deux chœurs. Le massif occidental devient ainsi une sorte d'église à lui seul. Une chapelle princière haute s'ouvre en tribune sur la nef.
Le massif occidental le plus ancien aurait été érigé à l'abbaye royale de Saint-Riquier, près d'Amiens, aujourd'hui détruit. 
Le massif occidental le plus authentique et encore visible se trouve à Corvey en Allemagne, bien qu'il ait fait l'objet de modifications.

## Exemples d'églises romanes dotées d'un massif occidental (ouWestwerk)

### Allemagne
- Abbaye bénédictine de Corvey
- Basilique bénédictine Saint-Pantaléon de Cologne
- Collégiale Saint-Patrocle de Soest
- Collégiale Saint-Boniface de Freckenhorst, Münster
- Collégiale Saint-Cyriaque de Gernrode
- Cathédrale Dom zu Minden
- Église missionnaire Sankt Stephani d'Osterwieck, Saxe-Anhalt
- Abbatiale Saint-Michel de Hildesheim
- Chapelle palatine d'Aix-la-Chapelle
- Cathédrale d'Essen
- Cathédrale carolingienne de Cologne (873-1248) (détruite et remplacée par le Kölner Dom gothique)

### France
- Abbaye carolingienne de Saint-Riquier (détruite et reconstruite en style gothique)
- Abbaye Saint-Philibert de Tournus, XIe siècle.
- Prieuré Notre-Dame de la Charité-sur-Loire (en partie ruiné).
- Abbaye Saint-Pierre de Jumièges
  - église Saint-Pierre (partiellement détruite)
  - église abbatiale Notre-Dame
- Eglise prieurale de Sainte-Honorine de Graville
- Cathédrale Vieux-Saint-Vincent de Mâcon
- Collégiale Saint-Léger de Marsal

### Belgique
- Collégiale Sainte-Gertrude de Nivelles
- Abbaye cistercienne de Villers-en-Brabant
- Église Saint-Germain de Tirlemont
- Collégiale Saint-Pierre de Louvain
- Église Saint-Léonard de Léau

### Pays-Bas
- Basilique Notre-Dame de Maastricht
- Basilique Saint-Servais de Maastricht

## Galerie

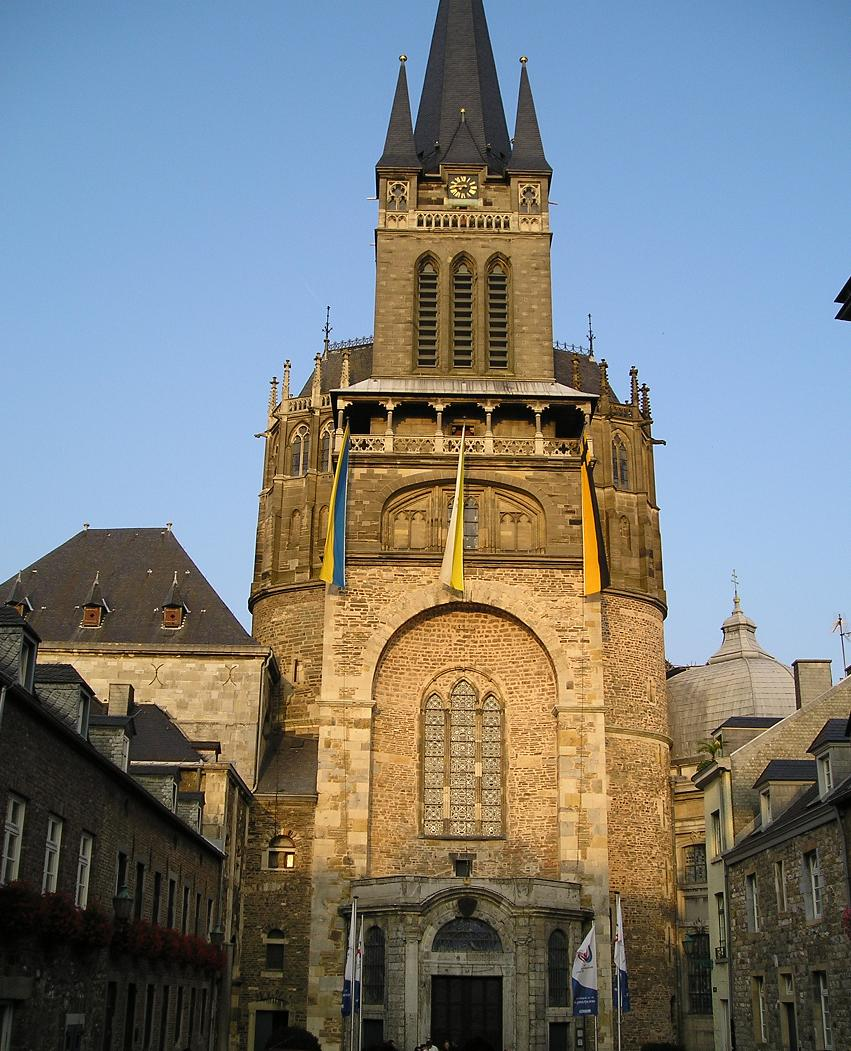
Cathédrale d'Aix-la-Chapelle avec voûte occidentale carolingienne (partie inférieure) vers 800 – la plus ancienne voûte occidentale conservée.
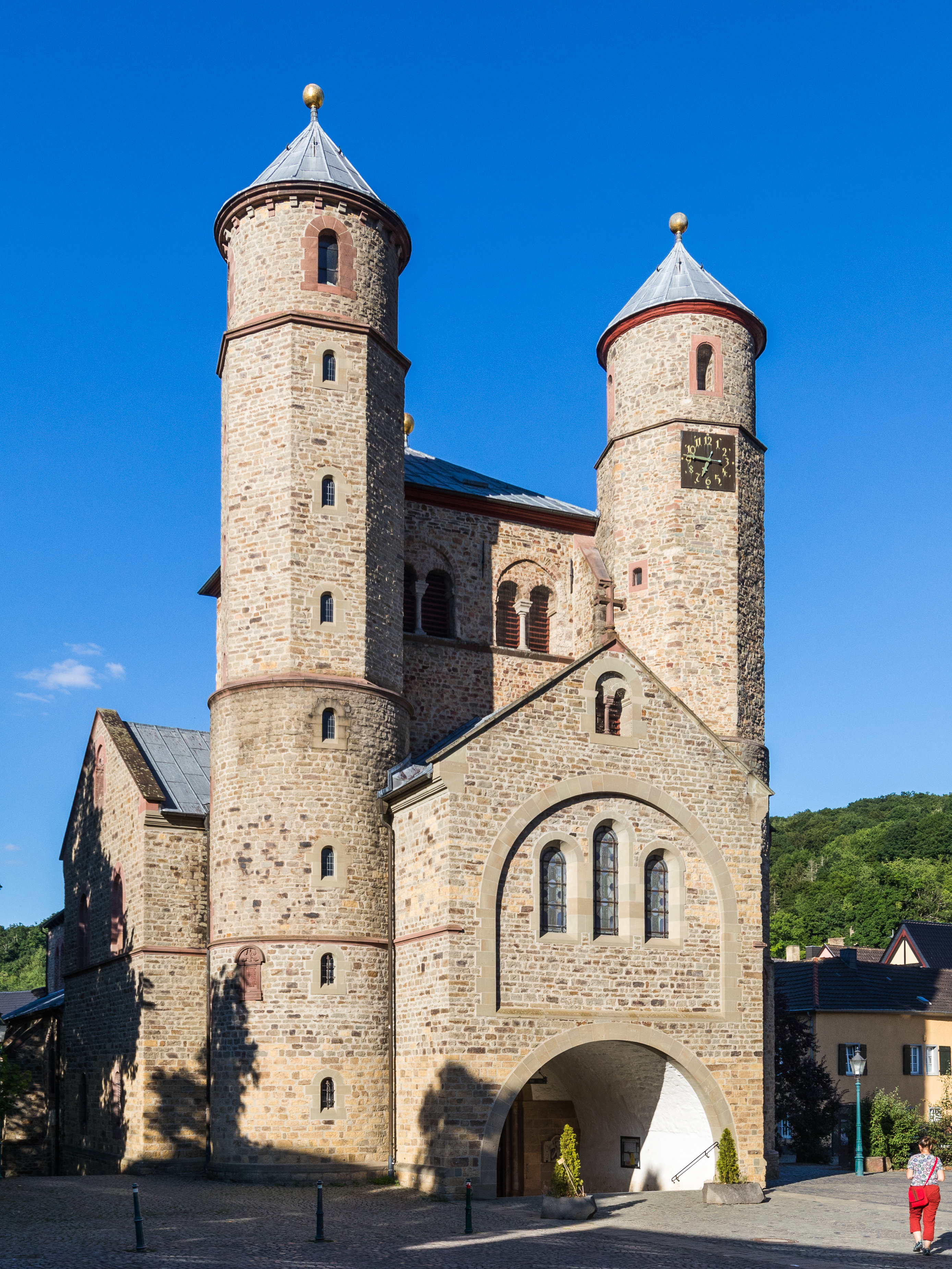
Église collégiale de Bad Münstereifel, vers 1100.
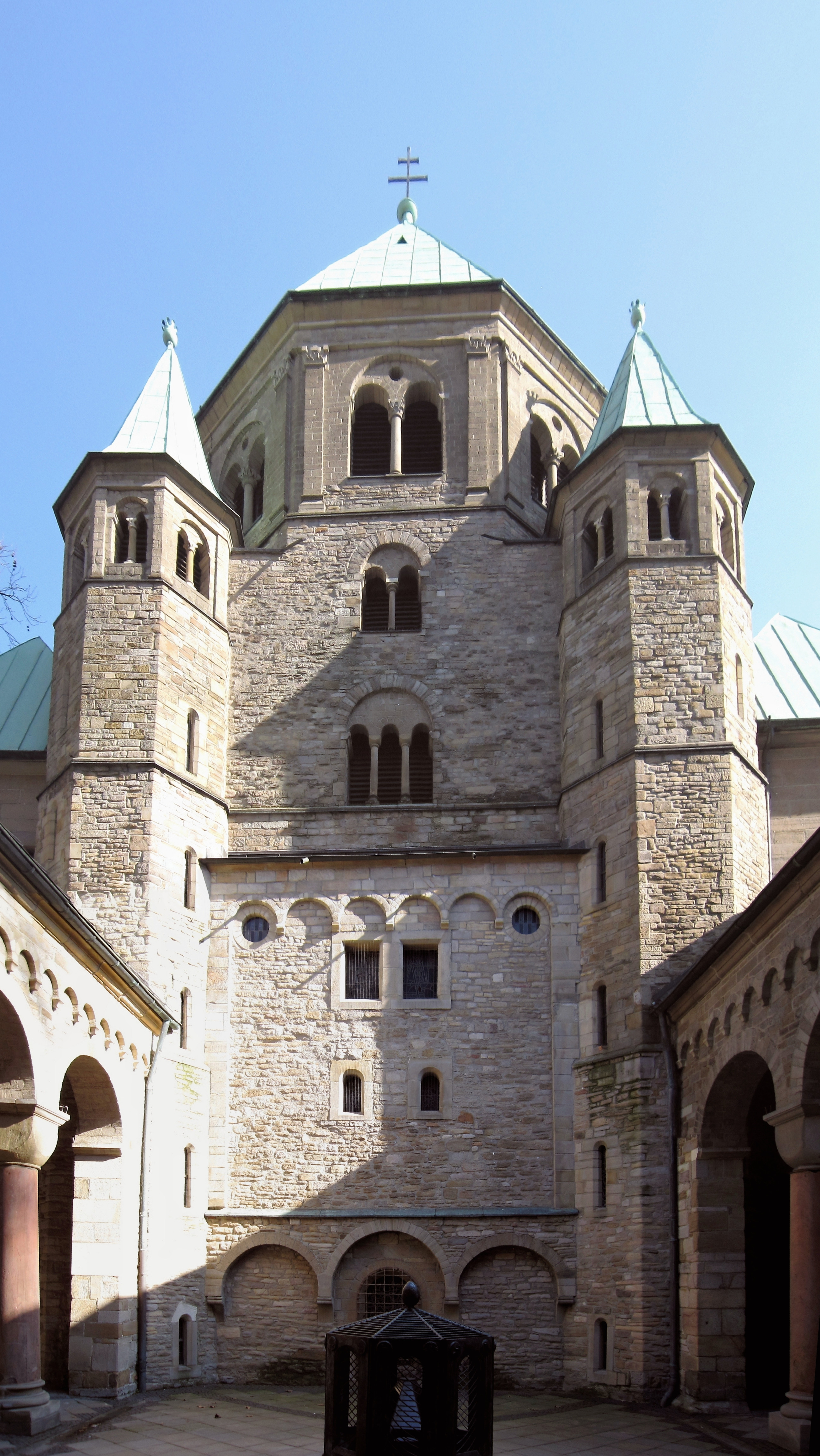
Cathédrale d'Essen, bâtiment ouest. 997-1002.
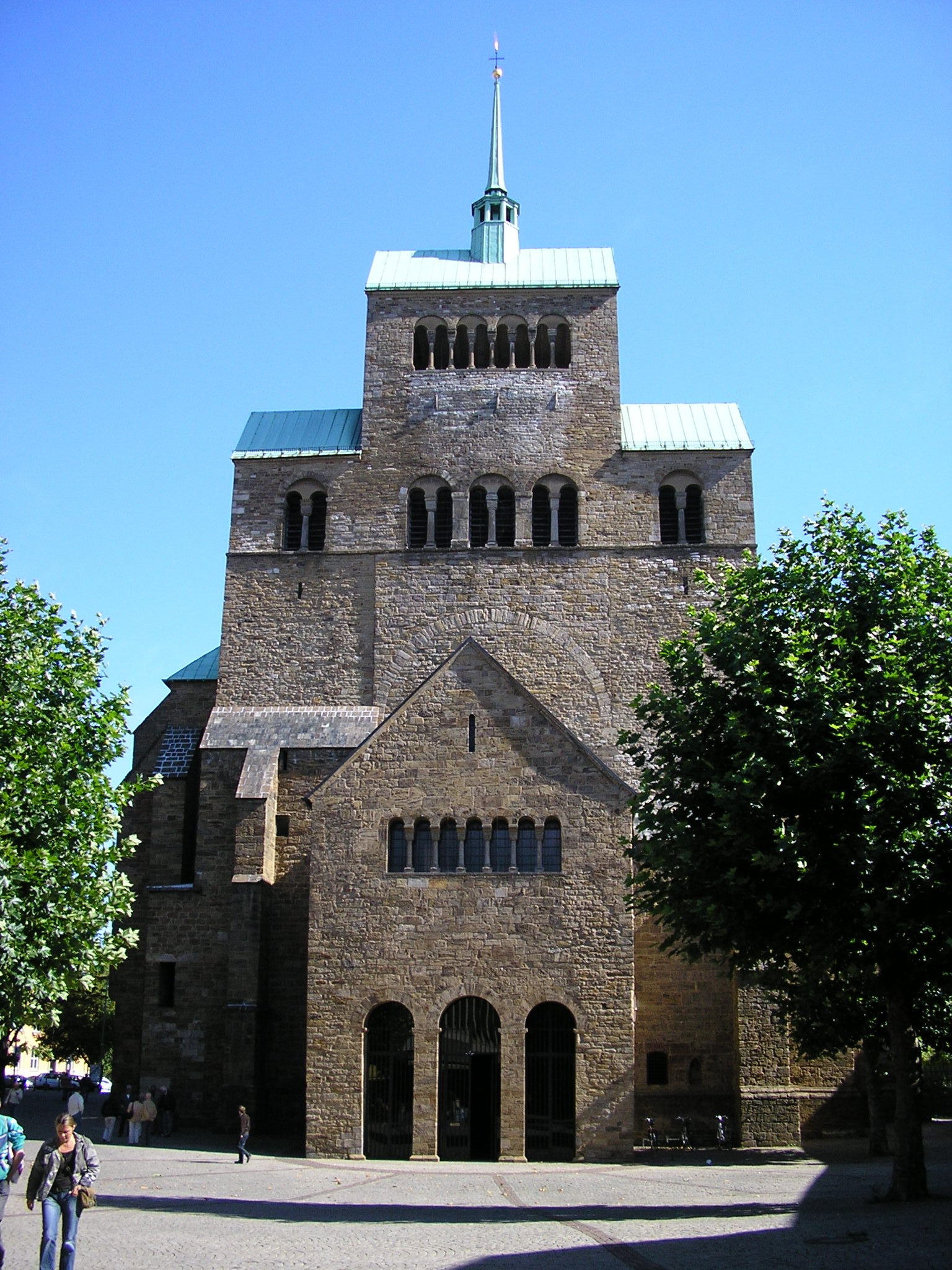
Cathédrale de Minden, transformée en aile ouest en 1152.
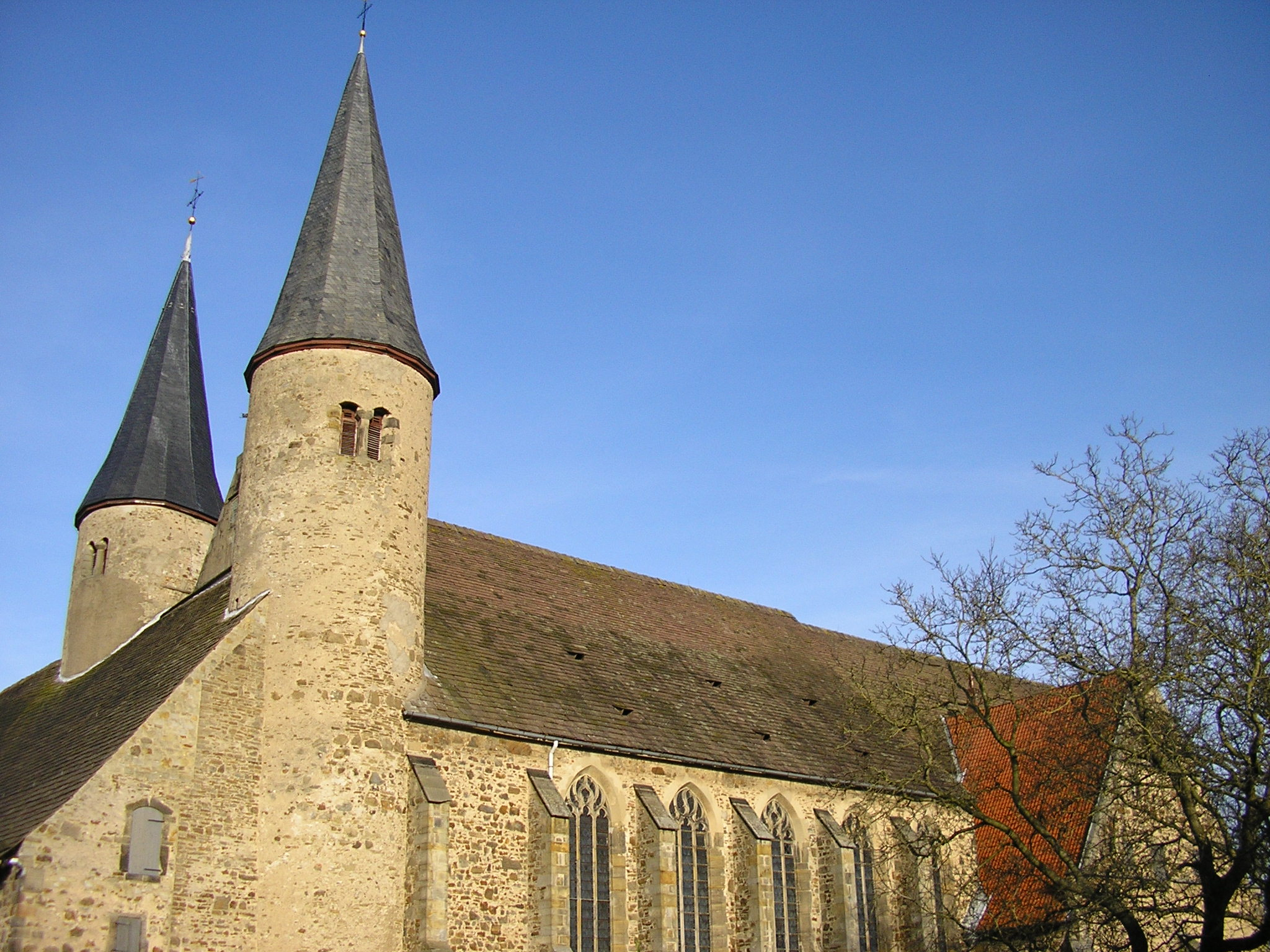
Monastère de Möllenbeck, tours flanquantes ottoniennes ; la tour centrale a été détruite par un incendie en 1248.
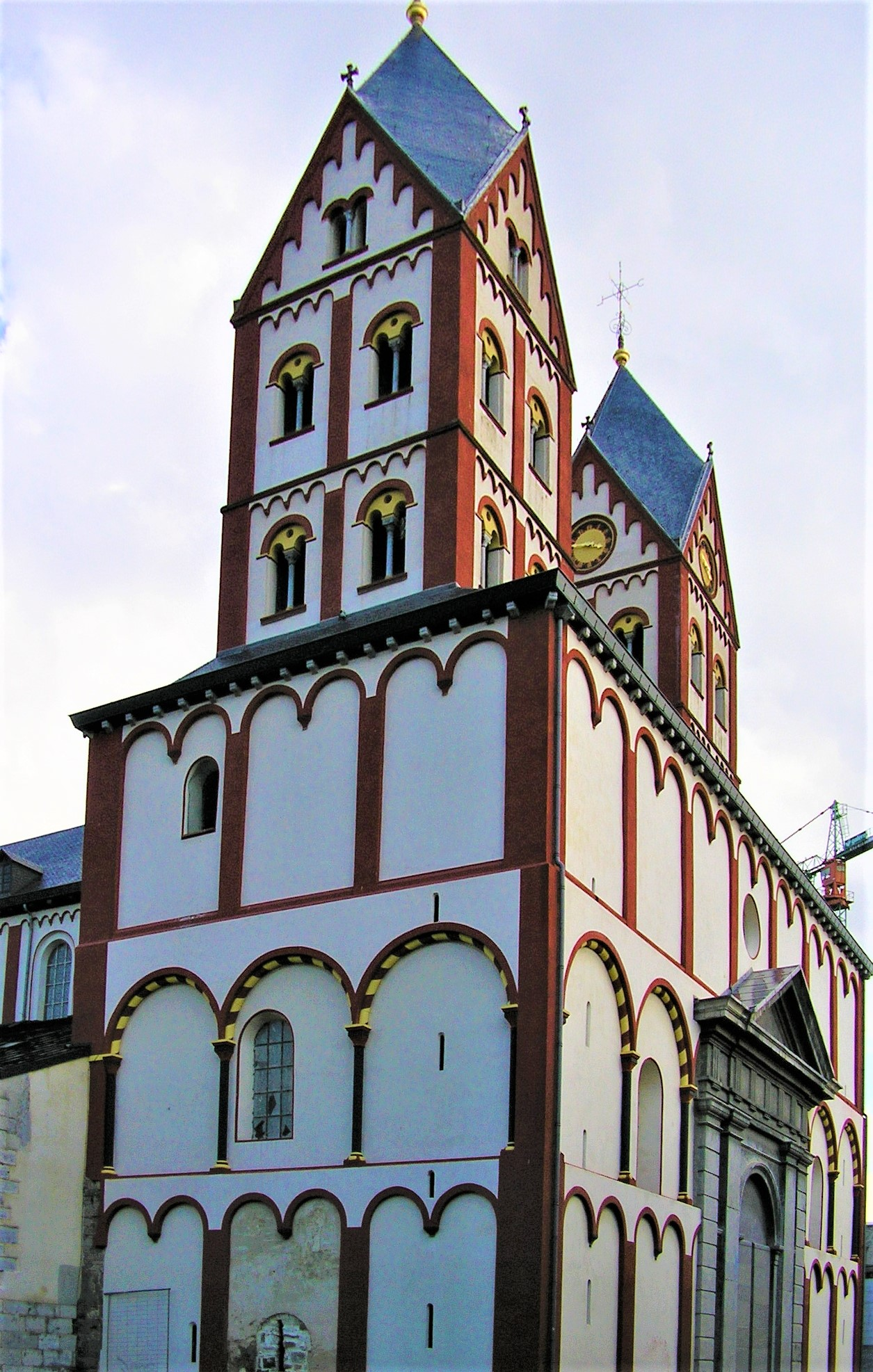
Église Saint-Barthélemy de Liège.
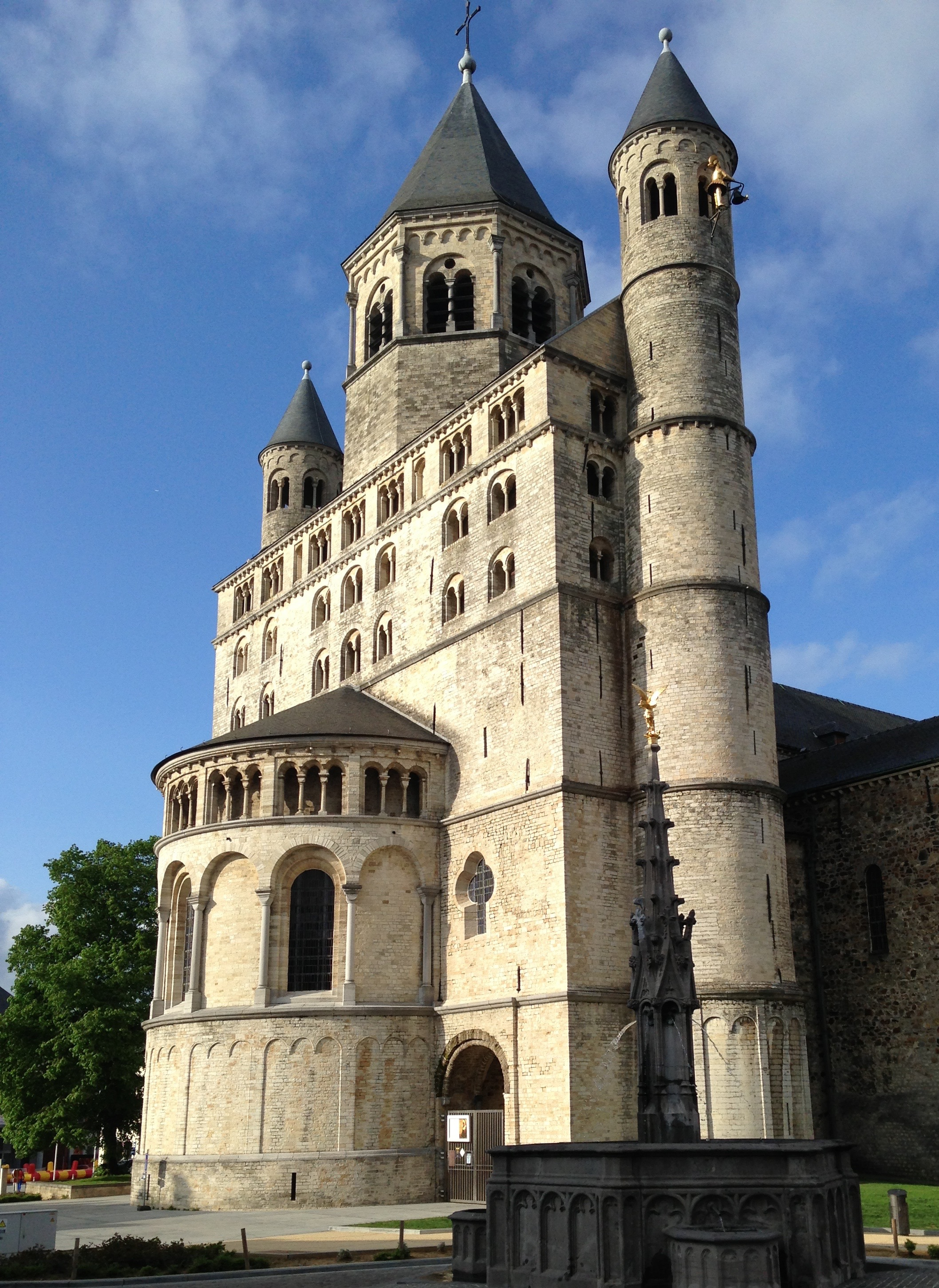
Collégiale Sainte-Gertrude de Nivelles avec abside ouest, XIIe siècle.

## Réminiscences dans les styles architecturaux ultérieurs
L'esthétique et la majesté du massif occidental roman a influencé les styles architecturaux suivants et en particulier le style gothique, notamment dans les pays soumis à l'influence germanique.
C'est ainsi que les cathédrales gothiques espagnoles possèdent des façades occidentales parfois qualifiées de « massif occidental » :
- cathédrale Sainte-Marie d'Astorga en Espagne.

## Sources, notes et références
- (de) Cet article est partiellement ou en totalité issu de l’article de Wikipédia en allemand intitulé « Westwerk » (voir la liste des auteurs).
- Mathilde Lavenu et Victorine Mataouchek, Dictionnaire d'architecture : « Le massif antérieur, appelé aussi occidental, d’une église est situé avant la nef et comprend des tours, un porche et une tribune. »
- Jean-Marie Pérouse de Montclos, Architecture. Méthode et vocabulaire (p. 406) : « Massif antérieur ou occidental d’une église. Désigne plus particulièrement le Westwerk ou massif occidental des églises carolingiennes et ottoniennes. Massif antérieur, n. m. Ensemble des dispositions structurelles d’une église de plan allongé à l’extrémité opposée à celle du chœur, comprenant habituellement des tours, un porche, une tribune, les premières travées du vaisseau central, plus rarement un contre-chœur. Le massif antérieur ne fait pas partie de la nef. »
- L’auteur Damien Carraz note à la p. 27 de son ouvrage Architecture médiévale en Occident : « L’autre innovation spécifique de la période carolingienne est le massif occidental. C’est un corps de bâtiment quasi autonome par rapport à la nef et situé à l’ouest de l’église (dessin de l’abbatiale carolingienne de Corvey, en Basse-Saxe, 822-885). Il est constitué d’une tour massive à plusieurs étages, souvent encadrée de deux tourelles d’escalier. Le rez-de-chaussée comprend un porche d’entrée voûté abritant des reliques. Le premier étage, qui fait office de chapelle, constitue une tribune ouverte sur la nef par des baies. »
- Rolf Toman (dir.), L'Art roman. Architecture, peinture, sculpture (p. 36, photos montrant cette partie d’architecture de l’abbatiale de Corvey, des églises Saint-Pantaléon [Cologne], Saint-Boniface [Freckenhorst], Saint-Cyriaque [Gernrode], de la cathédrale de Minden) : « […] Cette occidentalisation, ou mise en valeur de la partie occidentale de l'église, si caractéristique de l'art carolingien, culmine dans ce que l'on appelle le Westwerk ou ouvrage occidental, et se traduit par divers modèles, soit que l'on accentue un espace de culte particulier pour un saint patron supplémentaire, soit que l'on accole à l'église une chapelle autonome, réservée à l'empereur […]. L'église dotée d'un ouvrage occidental distingue donc deux espaces de signification différente et complémentaire : la partie orientale, le sanctuaire proprement dit, est le lieu où se manifeste l'Église triomphante (Ecclesia triumphans) alors que le massif occidental, qui revêt le caractère d'un ouvrage militaire, symbolise l'Église militante (Ecclesia militans), dont l'empereur est le plus éminent représentant et protecteur. Ce qui explique le nombre d'églises de ce type construites en Saxe, région assujettie par Charlemagne, où le Westwerk devait clairement affirmer la toute-puissance et l'autorité du nouveau souverain. »